# Fun Lovin' Criminals
De Fun Lovin' Criminals is een Amerikaanse alternatieve-rockgroep uit New York. Hun rockstijl is een mengsel van invloeden, met name hiphop, rap, blues en jazz. In hun teksten wordt met regelmaat gerefereerd aan het maffiawezen.
Hoewel afkomstig uit de Verenigde Staten, zijn de Fun Lovin' Criminals vooral bekend in West-Europa. De Fun Lovin' Criminals werden daar met name beroemd door hun debuutsingle, Scooby Snacks, en hun muziekfestivaltournee in 1996.

## Bezetting
Vanaf de oprichting in 1993 werd de band geleid door Hugh Morgan, bijgenaamd Huey. Morgan neemt de zang en gitaar voor zijn rekening. Het tweede bandlid dat vanaf het begin bij de band zit, is Brian Leiser, bijgenaamd Fast, die onder andere de toetsen, de basgitaar en blaasinstrumenten ter hand neemt. De band heeft drie drummers gehad. De eerste, van 1993 tot 1999, was Steve Borovini. Na zijn vertrek heeft deze matig succes gehad met bandjes als Needledrop. Tussen 1999 en 2003 was Maxwell Jayson de drummer en sindsdien speelt 'Frank, The Rhythm Master' op drums.
Op 12 november 2021 maakte zanger Huey Morgan via Facebook bekend de band te verlaten. 

## Optredens in Nederland en België
De Fun Lovin' Criminals hebben meerdere keren opgetreden in Nederland en België. Zo gaven zij tussen 2001 en 2004 jaarlijks meerdere concerten in zalen als de Oosterpoort, Melkweg en Ancienne. Tevens traden ze op op de grote muziekfestivals Maanrock te Mechelen in 2006, Parkpop (2001), Pinkpop (1996), Lowlands (1996, 1998 en 2006), Rock Werchter (1996, 1997 en 2001), Bospop (2009 en 2014) en Suikerrock (2003 en 2009). In 2010 vervingen ze Jerry Lee Lewis op het Belgium Rhythm 'n' Blues Festival in het Belgische Peer. In 2013 gaf de band een jaar lang geen optredens, maar in 2014 startten ze hun tournee "The Bong Remains the Same" met optredens in onder meer de Melkweg in Amsterdam en Trix in Antwerpen. Samen met hun nieuwe tournee werd ook de live-dvd The Bong Remains the Same uitgebracht. Naast het optreden spelen de leden ook regelmatig dj-sets.

## Trivia
- De bandleden zijn niet alleen muziekartiesten maar ook zakenmannen. Zo bezitten ze onder meer een transportbedrijf, een afvalverwerkend bedrijf, enkele bars en een pub in Dublin. Voormalig zanger Huey Morgan heeft daarnaast ook nog een contract bij de Britse omroep BBC, waar hij een radioprogramma presenteert: "The Huey Show".
- Huey, Fast en de eerste drummer van de band, Steve, leerden elkaar begin jaren 90 kennen toen ze samen in een bar werkten. Tijdens een optreden, op een feestje bij vrienden, kwamen ze in contact met een vertegenwoordiger van platenfirma EMI, die hun spoedig een contract aanbood.
- De groep kreeg het, kort na de doorbraak, aan de stok met filmregisseur Quentin Tarantino. Voor de eerste hit Scooby Snacks waren immers enkele geluidsamples uit diens films gebruikt.
- Het nummer "Scooby Snacks" gaat over het overvallen van een bank onder invloed van valium. Een bank hebben ze nooit overvallen, maar valium was een van de favoriete drugs van de bandleden in het begin van hun carrière. De vader van groepslid Fast was apotheker, en hij had naar eigen zeggen de pilletjes maar voor het oprapen. In andere nummers van de band wordt ook vaak zeer expliciet naar drugs verwezen. Vooral cannabis komt vaak ter sprake.

## Discografie

### Albums
| Album met eventuele hitnotering(en) in de Nederlandse Album Top 100 | Datum van verschijnen | Datum van binnenkomst | Hoogste positie | Aantal weken | Opmerkingen   |
| ------------------------------------------------------------------- | --------------------- | --------------------- | --------------- | ------------ | ------------- |
| Come Find Yourself                                                  | 1995                  | 22-06-1996            | 34              | 22           |               |
| 100% Colombian                                                      | 1998                  | 05-09-1998            | 8               | 11           |               |
| Mimosa                                                              | 1999                  | -                     |                 |              |               |
| Loco                                                                | 2001                  | 03-03-2001            | 35              | 9            |               |
| Bag of hits - 15 Interglobal chartstoppers                          | 2002                  | -                     |                 |              | Verzamelalbum |
| Welcome to Poppy's                                                  | 2003                  | 27-09-2003            | 88              | 3            |               |
| Livin' in the City                                                  | 2005                  | 03-09-2005            | 89              | 2            |               |
| Classic Fantastic                                                   | 05-03-2010            | 06-03-2010            | 60              | 3            |               |
| Another Mimosa                                                      | 13-01-2019            | -                     |                 |              |               |

| Album met hitnotering(en) in de Vlaamse Ultratop 200 albums | Datum van verschijnen | Datum van binnenkomst | Hoogste positie | Aantal weken | Opmerkingen |
| ----------------------------------------------------------- | --------------------- | --------------------- | --------------- | ------------ | ----------- |
| Come Find Yourself                                          | 1995                  | 06-07-1996            | 19              | 19           |             |
| 100% Colombian                                              | 1998                  | 29-08-1998            | 5               | 7            |             |
| Loco                                                        | 2001                  | 10-03-2001            | 13              | 5            |             |
| Classic Fantastic                                           | 2010                  | 13-03-2010            | 53              | 2            |             |

### Singles
| Single met eventuele hitnotering(en) in de Nederlandse Top 40 | Datum van verschijnen | Datum van binnenkomst | Hoogste positie | Aantal weken | Opmerkingen                                        |
| ------------------------------------------------------------- | --------------------- | --------------------- | --------------- | ------------ | -------------------------------------------------- |
| Scooby Snacks                                                 | 1996                  | 27-07-1996            | 38              | 2            | #37 in de Single Top 100                           |
| The Fun Lovin' Criminal                                       | 1996                  | 21-09-1996            | tip19           | -            |                                                    |
| Love Unlimited                                                | 1998                  | 08-08-1998            | tip14           | -            | #80 in de Single Top 100 / Dancesmash op Radio 538 |
| Loco                                                          | 2001                  | -                     |                 |              | #85 in de Single Top 100                           |